# Instituto Español de Estudios Estratégicos
El Instituto Español de Estudios Estratégicos (IEEE) es el centro de investigación y pensamiento del Ministerio de Defensa de España en el nivel estratégico político-militar responsable de coordinar, impulsar y difundir la acción cultural de dicho ministerio. Está integrado en el Centro Superior de Estudios de la Defensa Nacional (CESEDEN).
El IEEE nació en el año 1970 teniendo como referencias al International Institute for Strategic Studies (IISS) de Londres, civil y privado, al Institute des Hautes Études de Defense Nationale (IHEDN) de París, oficial y civil, y al Instituto de Defensa Nacional (IDN) de Lisboa, oficial bajo dirección militar.
Cabe destacar de sus publicaciones los Cuadernos de Estrategia, el Panorama Estratégico, Energía y Geoestrategia, la Revista Digital de carácter científico del IEEE, así como los Documentos informativos, de Opinión, Marco y de Análisis .